# Heterusia tiricia
Heterusia tiricia là một loài bướm đêm trong họ Geometridae.